# Flashback 2
Flashback 2 est un jeu vidéo d'action-aventure réalisé par Microids en 2023. Il s'agit d'une suite de Flashback.

## Scénario
2134. Alors qu'il volait vers la Terre à bord d'un vaisseau, Conrad B. Hart s'écrase à New Washington, sur la planète Titan. Frappé d'amnésie, il reprend connaissance et retrouve A.I.S.H.A, son assistante intelligence artificielle.

## Système de jeu
Le joueur dirige le personnage dans une vue en 2.5D de profil.

## Développement
Flashback 2 est annoncé en mai 2021. Le jeu est développé par Microids, qui n'a pas indiqué si cette nouvelle suite avait un lien avec Fade to Black, la première suite de Flashback sorti en 1995,. Paul Cuisset, le créateur de la série, est à nouveau au commande de ce nouvel opus.
Le jeu est sorti le 16 novembre 2023 pour la PlayStation 5, Windows et Xbox Series X/S, puis en 2024 pour les consoles de précédentes génération.

## Réception
Le jeu est globalement une déception et récolte de mauvaises notes par les critiques.